# Avrămeni
Avrămeni est une commune du județ de Botoșani en Roumanie.

## Démographie
Lors du recensement de 2011, 96,96 % de la population se déclarent comme roumains (2,9 % ne déclarent pas d'appartenance ethnique et 0,13 % déclarent appartenir à une autre ethnie).
En 2011, la répartition des groupes confessionnels se présente comme suit :
- Orthodoxes : 91,17 %
- Pentecôtistes : 2,9 %
- Inconnue : 2,9 %
- Autres : 0,66 %

## Politique
| Parti | Parti                        | Sièges |
| ----- | ---------------------------- | ------ |
|       | Parti social-démocrate (PSD) | 10     |
|       | Parti national libéral (PNL) | 3      |